# The Titans

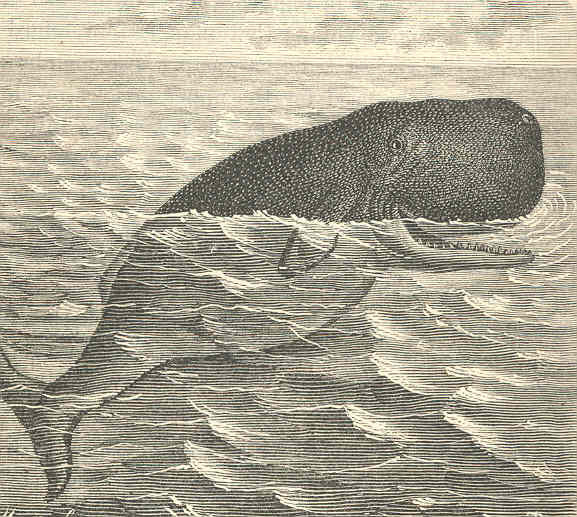
Kaszalot

The Titans – tomik wierszy autorstwa Edwina Johna Pratta, wydany w 1926. Zawiera m.in. wiersz The Cachalot, będący opisem polowania na wieloryba. The Cachalot jest napisany wierszem jambicznym czterostopowym, obfitującym w aliteracje: [...] from the foam, a fiery floss/Of [...] fashionings.